# Liste des frégates à voiles françaises
Cette liste présente les frégates « anciennes », c'est-à-dire à voiles, ayant été en service dans la Marine française.

## Frégates de 12
- La Boudeuse, en service de 1766 à 1800

### Classe Dédaigneuse
- La Belle Poule, en service de 1767 à 1780

### Classe Concorde
- La Concorde, en service de 1778 à 1783
- La Courageuse (1778), en service de 1778 à 1799
- L' Hermione, en service de 1779 à 1793
- La Fée

### Classe Magicienne
- La Magicienne, en service de 1778 à 1810
- La Précieuse
- Sérieuse, en service de 1779 à 1798
- Lutine
- Vestale
- Iris
- Alceste
- Réunion
- Modeste, en service de 1787 à 1793
- Sensible
- Topaze
- Artémise

### Classe Iphigénie
- L'Iphigénie, mise en service de 1777 à 1795, capturée par l'Espagne
- La Bellone, en service de 1779 à 1806, capturée par la Royal Navy

## Frégates de 18
- Classe Hébé (Six unités)
  - Hébé (1782) - Capturée par les Britanniques en 1782
  - Vénus (1782) - Perdue corps et biens dans un cyclone en 1788
  - Dryade (1783) - Démolie en 1801
  - Proserpine (1785) - Capturée par les Britanniques en 1796
  - Sibylle (1792) - Capturée par les Britanniques en 1794
  - Carmagnole (1793) - Échouée dans une tempête en 1800
- Classe Danaé
- Classe Nymphe
- Classe Minerve
- L'Uranie (1793)
- Classe Seine
- La Montagne (1794)
- Classe Preneuse
- Classe Virginie
- La Diane (1796)
- Classe Carrère
- Classe Valeureuse
- La Créole
- Classe Consolante
- Classe Hortense
- Classe Gloire
- Classe Armide
- Classe Milanaise
- Classe Pallas

## Frégate de 24
- Classe Pourvoyeuse (en)
- Classe Vengeance (en)
- Classe Forte (en)
- Classe Romaine (en)
- Classe Jeanne-d'Arc
- Classe Artémise